# ICC Trophy 1982
L'ICC Trophy 1982 è stato un torneo mondiale di cricket, valido per poter assegnare l'ultimo posto disponibile per la Coppa del Mondo 1983.

## Formula
Le 16 squadre partecipanti sono state divise in 2 gruppi da 6 squadre ciascuno. Ogni gruppo era un girone all'italiana con partite di sola andata. Le vincenti e le seconde classificate dei due gruppi accedevano alle semifinali. Le vincenti delle semifinali si giocavano il titolo in finale, a differenza della precedente edizione tuttavia solo la vincente otteneva la qualificazione alla Coppa del Mondo 1983 e non la finalista.

## Fase a gruppi

### Gruppo A

#### Classifica
| Gruppo A | Gruppo A           | Gruppo A | Gruppo A | Gruppo A | Gruppo A | Gruppo A | Gruppo A | Gruppo A |
| Pos      | Squadra            | P        | W        | L        | NR       | Ab       | Run rate | Pti      |
| -------- | ------------------ | -------- | -------- | -------- | -------- | -------- | -------- | -------- |
| 1        | Zimbabwe           | 7        | 5        | 0        | 1        | 1        | 5.484    | 24       |
| 2        | Papua Nuova Guinea | 7        | 4        | 2        | 0        | 1        | 3.896    | 18       |
| 3        | Canada             | 7        | 3        | 1        | 1        | 2        | 3.803    | 18       |
| 4        | Kenya              | 7        | 3        | 2        | 1        | 1        | 3.362    | 16       |
| 5        | Hong Kong          | 7        | 2        | 3        | 0        | 2        | 3.027    | 12       |
| 6        | Stati Uniti        | 7        | 1        | 2        | 1        | 3        | 3.615    | 12       |
| 7        | Gibilterra         | 7        | 0        | 3        | 2        | 2        | 2.381    | 8        |
| 8        | Israele            | 7        | 0        | 5        | 2        | 0        | 2.718    | 4        |

### Gruppo B

#### Classifica
| Gruppo B | Gruppo B           | Gruppo B | Gruppo B | Gruppo B | Gruppo B | Gruppo B | Gruppo B | Gruppo B |
| Pos      | Squadra            | P        | W        | L        | NR       | Ab       | Run rate | Pts      |
| -------- | ------------------ | -------- | -------- | -------- | -------- | -------- | -------- | -------- |
| 1        | Bermuda            | 7        | 6        | 0        | 0        | 1        | 5.267    | 26       |
| 2        | Bangladesh         | 7        | 4        | 1        | 0        | 2        | 3.225    | 20       |
| 3        | Paesi Bassi        | 7        | 3        | 1        | 0        | 3        | 3.604    | 18       |
| 4        | Singapore          | 7        | 1        | 2        | 0        | 4        | 2.997    | 12       |
| 5        | Figi               | 7        | 1        | 3        | 1        | 2        | 3.479    | 10       |
| 6        | Africa Orientale   | 7        | 1        | 3        | 1        | 2        | 2.766    | 10       |
| 7        | Africa Occidentale | 7        | 0        | 2        | 2        | 3        | 3.611    | 10       |
| 8        | Malaysia           | 7        | 0        | 4        | 2        | 1        | 3.611    | 6        |

## Eliminazione diretta
|  | Semifinali         | Semifinali         | Semifinali |         |          | Finale   | Finale | Finale |  |
|  |                    |                    |            |         |          |          |        |        |  |
|  | Zimbabwe           | Zimbabwe           | 126/8      |         |          |          |        |        |  |
|  | Zimbabwe           | Zimbabwe           | 126/8      |         |          |          |        |        |  |
|  | Bangladesh         | Bangladesh         | 124        |         |          |          |        |        |  |
|  | Bangladesh         | Bangladesh         | 124        |         | Zimbabwe | Zimbabwe | 232/5  |        |  |
|  |                    |                    |            |         | Zimbabwe | Zimbabwe | 232/5  |        |  |
|  |                    |                    | Bermuda    | Bermuda | 231/8    |          |        |        |  |
|  | Bermuda            | Bermuda            | Bermuda    | Bermuda | 231/8    | 155/4    |        |        |  |
|  | Bermuda            | Bermuda            |            |         |          |          |        |        |  |
|  | Papua Nuova Guinea | Papua Nuova Guinea | 153        |         |          |          |        |        |  |

### Semifinali
| Data          | Luogo                                    | In battuta (nel I innings)        | Al lancio (nel I innings)   | Risultato                   |
| ------------- | ---------------------------------------- | --------------------------------- | --------------------------- | --------------------------- |
| 7 luglio 1982 | Bournville Cricket Ground Bournville     | Bangladesh 124 (55.2 overs)       | Zimbabwe 126/8 (29.3 overs) | Zimbabwe vince di 2 wickets |
| 7 luglio 1982 | Mitchells and Butlers' Ground Birmingham | Papua Nuova Guinea 153 (39 overs) | Bermuda 155/4 (42 overs)    | BER vince di 6 wickets      |

### Finale per il III posto
| Data           | Luogo                                | In battuta (nel I innings)  | Al lancio (nel I innings)           | Risultato              |
| -------------- | ------------------------------------ | --------------------------- | ----------------------------------- | ---------------------- |
| 10 luglio 1982 | Bournville Cricket Ground Bournville | Bangladesh 224 (57.5 overs) | Papua Nuova Guinea 225/7 (57 overs) | PNG vince di 3 wickets |

### Finale
| Data           | Luogo                | In battuta (nel I innings) | Al lancio (nel I innings) | Risultato              |
| -------------- | -------------------- | -------------------------- | ------------------------- | ---------------------- |
| 10 luglio 1982 | Grace Road Leicester | Bermuda 231/8 (60 overs)   | Zimbabwe 232/5 (60 overs) | ZIM vince di 5 wickets |